# Armoiries du kraï du Kamtchatka
Les armoiries du kraï du Kamtchatka sont un des symboles du sujet russe du Kamtchatka, situé dans l'Extrême-Orient russe.

## Description
Les armoiries du kraï du Kamtchatka sont un bouclier héraldique quadrangulaire aux coins inférieurs arrondis, pointu à la pointe. Sur le champ argenté du bouclier au centre se trouvent trois volcans de tailles différentes représentés en noir avec des sommets argentés, avec une flamme écarlate émergeant de chaque sommet, entourée de fumée argentée. Derrière les volcans dans la partie supérieure du bouclier, le soleil levant est représenté en noir sur fond argenté. Autour du soleil se trouve un ornement national composé de triangles écarlates et azur entourés d'une bordure argentée. Les triangles écarlates sont situés à l’intérieur de l’ornement et leurs sommets pointent vers l’extérieur. Les triangles d'azur se trouvent à l'extérieur de l'ornement et leurs sommets sont tournés vers l'intérieur. Le tiers inférieur du bouclier est azur, séparé de l'image des volcans par une vague d'argent,.

## Histoire

Armoiries de l'oblast du Kamtchatka.

Le kraï du Kamtchatka a été formé le 1er juillet 2007 à la suite de la fusion de l'oblast du Kamtchatka et du district autonome des Koriaks, sur la base des résultats du référendum tenu le 23 octobre 2005.
Après l'unification de l'oblast du Kamtchatka et du district autonome des Koriaks en un seul kraï du Kamtchatka, le décret du gouverneur du kraï du Kamtchatka du 5 juillet 2007 n° 2 « Sur la procédure de gestion des activités des autorités exécutives de l'oblast du Kamtchatka et le district autonome des Koriaks pendant la période de transition de la formation du kraï du Kamtchatka », il a été décidé que : « ... les sceaux, cachets, papiers à en-tête et autres attributs des autorités exécutives de l'oblast du Kamtchatka et de le district autonome des Koriaks sont utilisés sans modification. ». Les armoiries et le drapeau de l'oblast du Kamtchatka et du district de Koriakie ont continué à être utilisés et après la fin de la période de transition pour la formation du kraï du Kamtchatka, ils ont été abolis.
En 2008, le gouvernement du kraï du Kamtchatka a annoncé un concours pour le meilleur dessin des armoiries de l'oblast. Le 17 décembre 2008, la Commission héraldique du kraï a résumé ses résultats. Le projet qui ressemblait à ceci a été reconnu comme le meilleur : « dans le champ argenté du bouclier il y a trois collines noires, au pied de la colline centrale il y a un cerf argenté qui marche ». Lors de l'examen héraldique de 2009, le projet d'armoiries ne convenait pas à la Commission héraldique de Russie. Il a été recommandé de modifier le tracé proposé pour examen et de prendre comme base les armoiries de l'oblast du Kamtchatka de 1851. En 2010, la Commission héraldique du kraï a reconnu comme les meilleurs les dessins des armoiries et du drapeau développés par Ivan Tsarkov.
Les armoiries de l'oblast reprennent en grande partie la composition des armoiries de l'oblast du Kamtchatka, approuvées le 15 avril 2004.
Le 17 février 2010, l'Assemblée législative du kraï a approuvé les nouvelles armoiries de l'oblast du Kamtchatka. Les armoiries sont officiellement utilisées depuis le 1er juillet 2010. Les armoiries sont soumises à l'inscription au registre héraldique d'État de la fédération de Russie.